# چیفت‌چی‌اوغلو (گوموش‌حاجی‌کوی)
چیفت‌چی‌اوغلو (به ترکی استانبولی: Çiftçioğlu) یک منطقهٔ مسکونی در ترکیه است که در گوموش‌حاجی‌کوی واقع شده‌است.